# BeTipul
Cette page contient des caractères spéciaux ou non latins. S’ils s’affichent mal (▯, ?, etc.), consultez la page d’aide Unicode.
BeTipul (en hébreu : בטיפול, littéralement « en thérapie ») est une série télévisée israélienne créée par Hagai Levi, Nir Bergman et Ori Sivan (en), et diffusée entre le 28 août 2005 et le 6 mars 2008 sur la chaîne Hot 3 (en).
La série a été adaptée dans de nombreux pays : Argentine, États-Unis, France, Japon, Portugal, Russie, etc.

## Synopsis
Cette série suit la thérapie de cinq patients avec leur thérapeute, Reuven Dagan, ainsi que la thérapie de celui-ci chez son mentor, alors que sa vie privée tombe en morceaux.

## Distribution

### Acteurs principaux
- Assi Dayan : Reuven Dagan

- Gila Almagor : Gila Abulafia
- Rami Heuberger : Micha'el Neuman
- Alma Zack : Orna Neuman
- Tali Rubin (he) : Ronna Dagan

### Saison 1
- Ayelet Zurer : Na'ama Lerner
- Lior Ashkenazi : Yadin Yerushalmi
- Maya Maron (en) : Ayala
- Meirav Gruber (he) : Ya'el Dagan

### Saison 2
- Moni Moshonov : Efi Bar'am
- Asi Levi (en) : Talia Yechezkeli
- Niv Zilberberg (he) : Itay Neuman
- Tali Sharon : Iris

## Autour de la série
Chaque épisode est centré sur un patient, et il y a rarement plus de deux ou trois personnages par épisode.
Les réalisateurs Ari Folman (Valse avec Bashir) et Assaf Tzipor (he) (Hahamishia Hakamerit (en)) ont participé à l'écriture des scénarios, les principaux scénaristes étant Ori Sivan (en) et Hagai Levi.
La série a pour la première fois été diffusée sur Hot 3 (en) en août 2005 et la saison 2 a repris en janvier 2008 sur la même chaîne.

## Distinctions

### Récompenses
- Israeli Television Academy Award (en)
  - 2006
    - Meilleure série dramatique
    - Meilleur acteur pour Assi Dayan
    - Meilleure actrice pour Ayelet Zurer

- - 2008
    - Meilleur acteur pour Assi Dayan
    - Meilleure actrice pour Assi Levi (en)
    - Meilleure actrice pour Alma Zack
    - Meilleur scénario

### Nominations
- Israeli Television Academy Award
  - 2006
    - Meilleure actrice pour Maya Maron (en)
    - Meilleure actrice pour Alma Zack

- - 2007
    - Meilleure série dramatique

## Adaptations

### Version américaine
Au même moment, une adaptation américaine a débuté sur la chaîne HBO sous le nom In Treatment (En analyse en France). Le rôle principal est tenu par l'acteur irlandais Gabriel Byrne, alors que Dianne Wiest tient celui de Gina, la mentore et contrôleuse de Paul Weston.
Hagai Levi, cocréateur de la série originale, est l'un des producteurs exécutifs de la version américaine.

### Autres versions
De nombreuses autres versions ont été produites dans plusieurs pays :
| Pays               | Titre                                                | Début de diffusion | Chaîne                   | Acteur principal        |
| ------------------ | ---------------------------------------------------- | ------------------ | ------------------------ | ----------------------- |
| Argentine          | En terapia (es)                                      | 2012               | TV Pública               | Diego Peretti (es)      |
| Brésil             | Sessão de Terapia (pt)                               | 2012               | Globosat News Television | Zé Carlos Machado (pt)  |
| Canada (Québec)    | En thérapie                                          | 2012               | TV5 Québec Canada        | François Papineau       |
| Croatie            | Na terapiji                                          | 2013               | Croatian Radiotelevision | Elvis Bošnjak (hr)      |
| France             | En thérapie                                          | 2021               | Arte                     | Frédéric Pierrot        |
| Hongrie            | Terápia (hu)                                         | 2012               | HBO Magyarország         | Pál Mácsai (en)         |
| Italie             | In Treatment (it)                                    | 2013               | Sky Italia               | Sergio Castellitto      |
| Japon              | 心療中-in the Room- (ja) (Shinryouchuu-in the Room-) | 2013               | Nippon TV                | Goro Inagaki (en)       |
| Macédoine          | На терапија (mk)                                     | 2017               | Sitel                    | Nikola Ristanovski (en) |
| Pays-Bas           | In therapie (nl)                                     | 2010               | NPO 2                    | Jacob Derwig            |
| Pologne            | Bez tajemnic (pl)                                    | 2011               | HBO Polska               | Jerzy Radziwiłowicz     |
| Portugal           | Terapia (pt)                                         | 2016               | RTP 1                    | Virgílio Castelo (pt)   |
| République tchèque | Terapie                                              | 2011               | HBO Czech                | Karel Roden             |
| Roumanie           | În derivă (ro)                                       | 2009               | HBO România              | Marcel Iureș            |
| Russie             | Без свидетелей (Bez Svideteley)                      | 2012               | Perviy Kanal             | Ksenia Kutepova         |
| Serbie             | На терапији (sr) (Na terapiji)                       | 2009               | Fox Televizija           | Miki Manojlović         |
| Slovénie           | Na terapiji (sl)                                     | 2011               | POP Brio                 | Igor Samobor (sl)       |